# Национално знаме на Американска Самоа
Националното знаме на Американска Самоа е прието на 24 април 1960 година. Орелът представлява връзката на страната със САЩ. Орелът държи традиционните символи на самоанските водачи.